# Capitaine (chef coutumier)
Pour les articles homonymes, voir Capitaine.
En Guyane et au Suriname, un capitaine (ou capitaine de village) est un notable ou un chef coutumier nommé et appointé par les autorités. En Guyane, il est nommé et rémunéré par le conseil général de la Guyane afin de représenter son village. 
Les capitaines sont également le relais dans les villages les plus reculés de la commune de l'autorité du maire.
Les chefs spirituels bushinengue, les Gran Man, ont un statut calqué sur celui de capitaine mais mieux indemnisé côté français.
En 2012, il existait 48 capitaines nommés par le conseil général, qui nomme et destitue les capitaines de village.

## En Guyane
L'administration coloniale a désigné des capitaines, qui ont ensuite été renommés chefs coutumiers sous l'influence des ethnologues. Aujourd'hui, les amérindiens préfèrent parler simplement de chef tout court ou de yopoto.

### Histoire
En 1833, le gouverneur de Guyane demande au Grand Man des Saramacas de mettre à disposition des hommes et des pirogues afin de maintenir l'ordre. L'envoyé du Grand Man, avalisé par le gouverneur, chargé de ces missions de police prend alors le titre de commandant. Compte tenu de l'importance du trafic fluvial dû à la ruée vers l'or dont est victime la Guyane, ce groupe d'hommes va se scinder en plusieurs groupes dirigés par un capitaine assisté d'un lieutenant, nommés par le commandant après approbation du gouverneur.
Commandants, capitaines et lieutenants se voient assigner de nouvelles tâches administratives au fil du temps et sont appointés par la colonie à partir de 1883 pour les commandants et 1942 pour les autres.
Au moment de la départementalisation, en 1946, la nomination des capitaines relève de l'administration préfectorale qui étendra le système des capitaines aux communautés amérindiennes. Les autres grades sont progressivement abandonnés. Les capitaines deviennent alors pleinement les porte-paroles des différentes communautés, assurent la liaison avec l'administration et sont chargés de l'organisation des réunions publiques dans le village.
Depuis 1982 et les lois de décentralisation, la nomination des capitaines relève de l'autorité du conseil général qui en assure également l'indemnisation. La nomination d'un nouveau capitaine (ou sa révocation) se faisant en général sur avis des populations concernées.

### Tenue d'apparat
Les capitaines disposent d'une tenue protocolaire mise à disposition par le conseil général :
- Chemise blanche
- épaulettes noires barrées de trois bandes dorées ()
- Casquette blanche et noire entourée de trois bandes dorées
- Pantalon blanc
- Chaussures blanches

### Indemnisation
Les capitaines de villages sont indemnisés pour leurs fonctions par le conseil général sur la base de 30 % du SMIC.

## Au Suriname
Au Suriname, les capitaines sont reconnus par les autorités en tant que représentants des villages marrons.